# Cerkiew Świętej Trójcy w Sighișoarze
Cerkiew Świętej Trójcy (rum. Biserica Sfânta Treime din Sighișoara) – prawosławna świątynia w miejscowości Sighișoara (Siedmiogród), położona nad rzeką Târnava Mare.
Cerkiew powstała w latach 1934–1937. Z zewnątrz reprezentuje styl bizantyjski, natomiast wnętrza są proste, stylizowane na renesans. Architektem był Dumitru Petrescu Gopeș, a malowidła wewnętrzne wykonał A. Demian. Mury zewnętrzne zostały przemalowane w latach 80. XX wieku.
Nie jest siedzibą biskupa, lecz archiprezbitera.

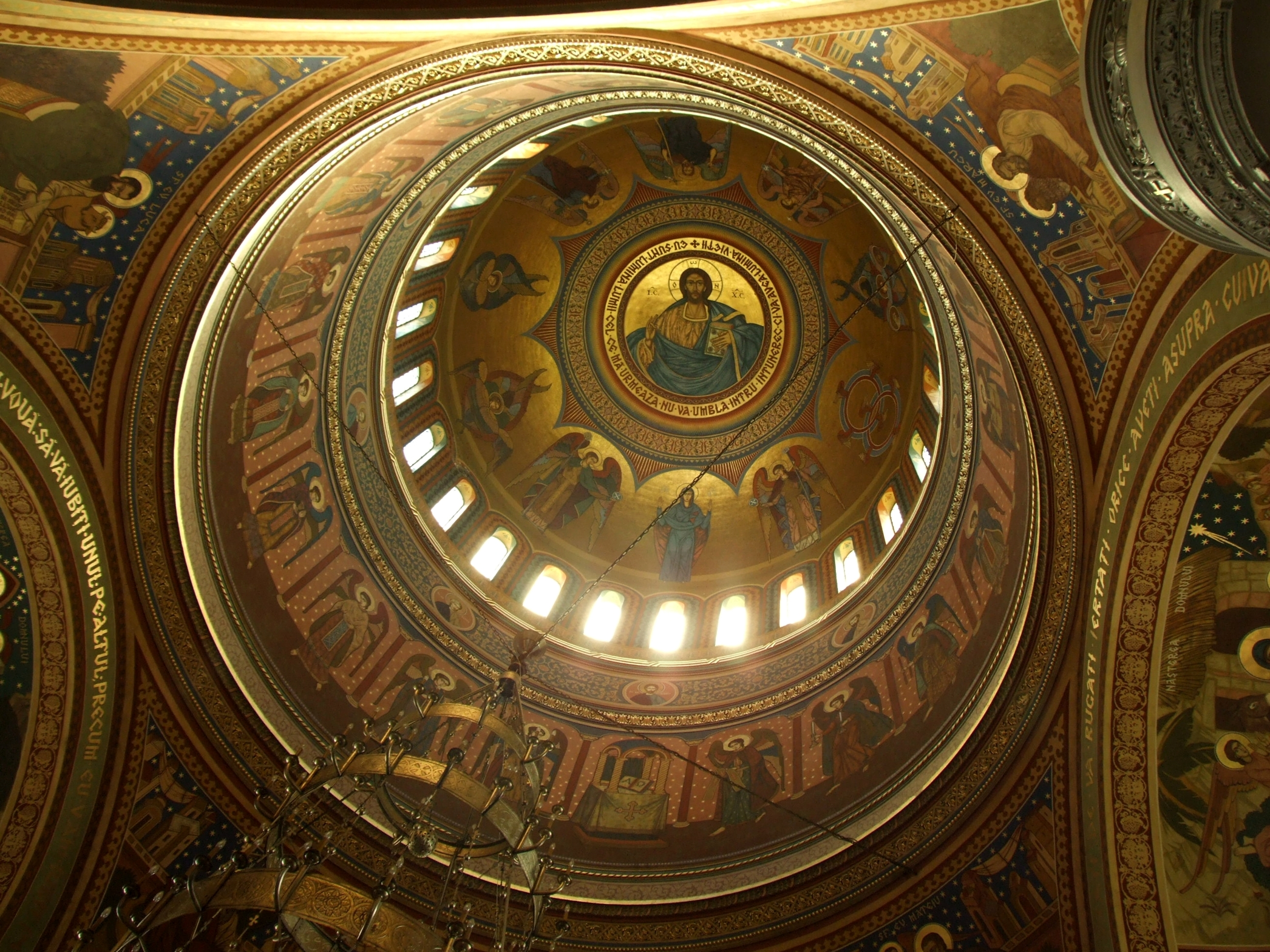
Wnętrze świątyni – kopuła